# 29 серпня
29 серпня — 241-й день року (242-й у високосні роки) у григоріанському календарі. До кінця року залишається 124 дні.

## Свята і пам'ятні дні

### Міжнародні
- ООН: Міжнародний день дій проти ядерних випробувань

### Національні
- Україна:
  - День пам'яті захисників України, які загинули в боротьбі за незалежність, за суверенітет і територіальну цілісність України.
- Словаччина: День Словацького Національного Повстання (1944)
- Аргентина:
  - День юриста. (Día del abogado)
  - День посадки дерев.
- Польща: День муніципальної поліції.
- Індія: Національний день спорту.
- Фінляндія: День природи.
- Японія: День смаженого м'яса.

### Місцеві
- Кривий Ріг: 29 серпня в цьому місті, єдиному в Україні, офіційно оголошено днем жалоби за загиблими воїнами в зоні АТО/ООС, зокрема під час Боїв за Іловайськ[1]

### Релігійні

#### Християнство
Католицька церква:
- Усікновення голови Івана Хрестителя

 Православна церква:
- Усікновення голови Івана Хрестителя[2]

Англіканство:
- День Святого Себбі.

## Іменини
Іван.

## Події
- 1535 — війська Великого князівства Литовського та Руського звільнили від московської окупації місто Стародуб;
- 1541 — османи захопили Буду, столицю Угорського королівства;
- 1561 — у Пересопницькому монастирі Різдва Пресвятої Богородиці завершено працю над створенням національного символу та присяжної книги українців — Пересопницького Євангелія;
- 1619 — Відбулась «Кам'янка Струмилова». Перша відома в історії постановка українських інтерлюдій.
- 1698 — Петро I заборонив носити бороди й наказав вдягати європейський одяг.
- 1831 — Майкл Фарадей успішно продемонстрував перший електричний трансформатор у Королівському інституті в Лондоні.
- 1842 — Нанкінський договір поклав край Першій опіумній війні;
- 1883 — в Оттаві Томас Ахерн продемонстрував першу електроплиту.
- 1885 — німецький інженер Готтліб Даймлер одержав патент на мотоцикл.
- 1929 — німецький дирижабль «Граф Цепелін» завершив першу навколосвітню подорож.
- 1944 — розпочалося Словацьке національне повстання проти нацистів.
- 1946 — в ООН прийнята Швеція, Королівство Афганістан і Ісландія.
- 1949 — СРСР провів перше вдале випробування атомної бомби в Семипалатинську (Казахська РСР);
- 1965 — У Львові відбулися збори прибічників євангельських християн-баптистів, в яких взяли участь майже 400 представників із різних регіонів СРСР.
- 1964 — відбулася прем'єра мультфільму Волта Діснея «Мері Поппінс».
- 1966 — у Сан-Франциско група The Beatles дала свій останній концерт
- 1992 — Відбулося перепоховання мощей патріарха Йосипа Сліпого у Храмі Святого Юра у Львові.
- 1994 — Oasis випустили дебютний альбом «Definitely Maybe», диск згодом очолив чарт Великої Британії.
- 1999 — У Донецьку відкрито прижиттєвий пам'ятник Сергію Бубці.
- 2014 — розстріл української колони під час виходу з-під Іловайська (Іловайська трагедія).

## Народились
Дивись також Категорія:Народились 29 серпня
- 1632 — Джон Лок, англійський філософ-просвітитель, автор емпіричної теорії пізнання.
- 1780 — Жан-Огюст-Домінік Енгр, французький художник, живописець, представник класицизму.
- 1862 — Моріс Метерлінк, бельгійський письменник, лауреат Нобелівська премія з літератури.
- 1868 — Людмила Старицька-Черняхівська, драматург, літературознавець. Арештована енкаведистами, загинула (ймовірно в 1941 році).
- 1869 — Мирон Тарнавський, український полководець, командант Легіону УСС, генерал-четар та Начальний вождь (головнокомандувач) УГА.
- 1883 — Дмитро Донцов, український літературний критик, публіцист, політичний діяч, фундатор теорії інтегрального націоналізму.
- 1886 — Валері Ларбо, французький письменник.
- 1897 — Мирослава Сопілка, поетеса, прозаїк. Переслідувалась польською дефензивою, перебралась у Радянську Україну, розстріляна у Києві 28.11.1937.
- 1915 — Інгрід Бергман, шведська акторка, тричі удостоєна премії «Оскар».
- 1920 — Чарлі Паркер, американський джазовий музикант
- 1924 — Консуело Веласкес, мексиканська композиторка, авторка пісні Bésame mucho.
- 1939 — Джоель Шумахер, американський кінорежисер («Бетмен назавжди»)
- 1958 — Майкл Джексон, попспівак.
- 1961 — Ребекка де Морней, американська кіноактриса («Три мушкетери»).
- 1963 — Ліз Фрейзер, співачка з унікальним голосом, вокалістка шотландської групи Cocteau Twins.
- 1967 — Їржі Ружек, чеський фотограф мистецтва.
- 1975 — Леонід Хода, офіцер Збройних сил України, учасник російсько-української війни. Герой України.
- 1977 — Юсупова Наталія Вікторівна — світська особа, волонтер, підприємець.
- 1985 — Райлі Шай, американська порноакторка.
- 1986 — Шиндер Фелікс, український співак, актор.
- 1995 — Андрій Сорока, офіцер Національної гвардії України, учасник російсько-української війни. Герой України (2023, посмертно)

## Померли
Дивись також Категорія:Померли 29 серпня
- 1780 — Жак-Жермен Суффло, французький архітектор, один з провідних представників класицизму; побудував церкву Сент-Женев'єв у Парижі, що стала потім Пантеоном — усипальнею видатних людей Франції.
- 1937 — наклав на себе руки Панас Любченко, голова уряду УРСР.
- 1940 — Євген Петрушевич, український громадсько-політичний діяч, президент і диктатор Західної Області Української Народної Республіки.
- 1961 — Володимир Софроницький, відомий піаніст і педагог. Внучатий племінник українського живописця та іконописця Володимира Боровиковського.
- 1961 — Григорій Тютюнник, український письменник, прозаїк, поет; старший брат українського письменника-прозаїка Григора Тютюника.
- 1982 — Інгрід Бергман, шведська акторка, тричі удостоєна премії «Оскар»
- 1986 — Катерина Зарецька, політична діячка, член ОУН. В 1947 заарештована органами НКВС (засуджена до 25 років ув'язнення). Рік народження невідомий.
- 1987 — Лі Марвін, американський актор.
- 1988 — Микола Лукаш, український мовознавець, перекладач, поліглот.
- 2016 — Джин Вайлдер, американський актор, комік, режисер, сценарист, продюсер, письменник, лауреат премії «Еммі».
- 2017 — Томенко Микола Данилович, український поет.